# Ted Herold

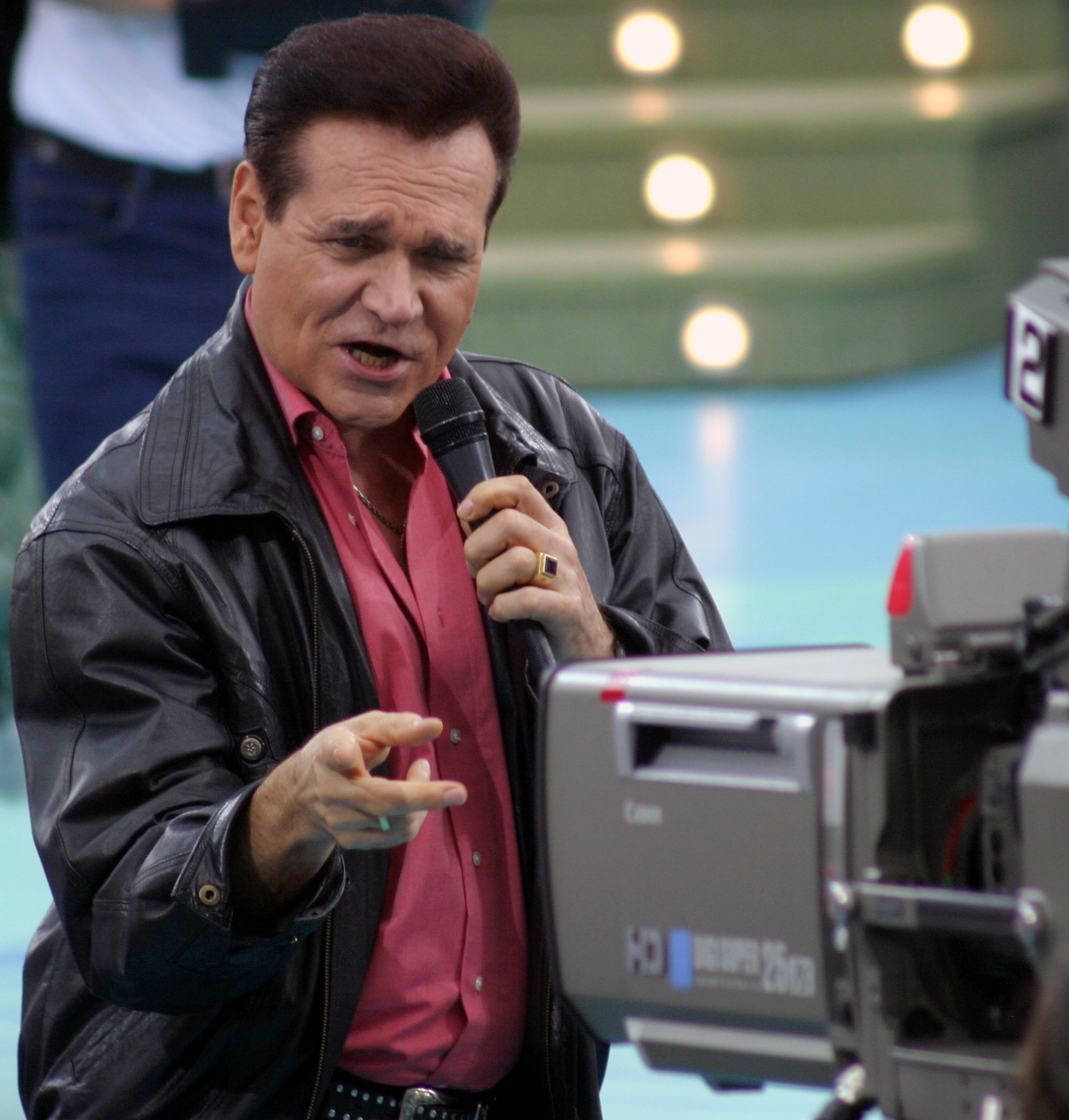
Ted Herold (2005)

Ted Herold (* 9. September 1942 als Harald Walter Bernhard Schubring in Berlin; † 20. November 2021 in Dortmund) war ein deutscher Sänger. Er wurde Ende der 1950er Jahre als „deutscher Elvis“ bekannt. Seinen größten Erfolg hatte er 1960 mit der Ballade Moonlight.

## Leben

### Erfolge im deutschen Rock ’n’ Roll
Der Sohn eines Stuckateur-Meisters, der mit seiner Familie 1951 nach Bad Homburg vor der Höhe zog, begeisterte sich schon als Jugendlicher für Musik. Besonders US-amerikanische Rock-’n’-Roll-Titel von Bill Haley, Buddy Holly und vor allem Elvis Presley hatten es ihm angetan. Er überzeugte zunächst seine Mitschüler mit dem Nachspielen einschlägiger Hits, bis ihm eine Klassenkameradin 1958 einen Kontakt zur Plattenfirma Polydor vermittelte. 
Dort wurde er zum Pendant von Peter Kraus aufgebaut. Er durfte jedoch nur das singen, was Kraus nicht singen wollte oder sollte. Seine erste Platte Ich brauch’ keinen Ring / Lover Doll (Ohne Dich) entstand am 20. August 1958 unter Bert Kaempfert in Hamburg und erreichte noch nicht die deutsche Hitparade. Seine zweite Single So schön ist nur die allererste Liebe (aufgenommen am 8. November 1958) / Wunderbar, wie Du heut’ wieder küsst (7. November 1958) wurde bereits von dem Erfolgsproduzenten Gerhard Mendelson in Wien überwacht. 
Der Vertriebsleiter von Polydor erfand, passend zu den Rock-’n’-Roll-Titeln, das Pseudonym Ted Herold, und man baute ihn als „deutschen Elvis“ auf. Für Aufsehen sorgte der Titel Ich bin ein Mann des damals 17-Jährigen. Das Stück wurde in der prüden Nachkriegszeit von den deutschen Radiosendern nicht gespielt. Das Lied wurde 1990 Teil des Soundtracks der deutschen Comicverfilmung Werner – Beinhart!. Herolds Karriere steuerte 1959 mit zahlreichen Single-Veröffentlichungen und ersten Tourneen, u. a. mit Tommy Kent, Bully Buhlan, Ralf Paulsen und Max Greger, einem ersten Höhepunkt entgegen. Im selben Jahr absolvierte er die Mittlere Reife. 
Ab 1960 wurde Herolds Repertoire ebenso wie das seines Vorbilds Elvis Presley um sanftere Titel erweitert. Die von Werner Scharfenberger und Fini Busch geschriebene Ballade Moonlight entwickelte sich mit über 500.000 verkauften Singles zum größten Erfolg des Sängers und kletterte auf den ersten Platz der deutschen Charts. Herold, der nach wie vor als rebellischer Rock-’n’-Roller galt, bekam zwar bis Mitte der 1960er Jahre von den damals ausschließlich öffentlich-rechtlichen Fernsehsendern keine Engagements, trat zwischen 1959 und 1963 mit seinen Titeln aber in zahlreichen Musikfilmen auf.
Als Begleitorchester ist auf den frühen Veröffentlichungen von Ted Herold bis 1966 meist das Orchester von Johannes Fehring zu hören, seltener auch die Orchester von Werner Scharfenberger, Erwin Halletz, Boris Jojic, Gerry Friedrich und Bill Justis.

### Nachlassende Popularität
1963 wurde seine Karriere durch die Einberufung zur Bundeswehr nach Wetzlar, wo er zum Tastfunker ausgebildet wurde, unterbrochen. Zwar brachte er während der Bundeswehrzeit drei Singles heraus, sie erschienen aber angesichts der aufkommenden Beat-Welle nicht mehr zeitgemäß. Auch die nach seiner Entlassung als Unteroffizier 1964 eingespielten Titel erreichten nicht den Erfolg früherer Schallplatten. 1965 heiratete Herold, der in Wetzlar inzwischen eine Ausbildung zum Radio- und Fernsehtechniker begonnen hatte, die Gastwirtstochter Karin Höhler und zog 1966 nach Wetzlar-Nauborn um. Im selben Jahr nahm er die letzte Single bei Polydor auf. 
Bis auf zwei im Jahre 1969 bei der Plattenfirma Metronome veröffentlichte Singles war es nun still um Herold, der ab 1970 als Werkstattleiter in seinem erlernten Beruf arbeitete. Im März 1977 legte er die Meisterprüfung ab. Zwei Jahre lang lebte er in Echtz.

### Revival
Ebenfalls 1977 erhielt er ein Angebot des deutschen Rocksängers Udo Lindenberg, bei einem Titel für die LP Panische Nächte mitzuwirken und ihn auf einer Deutschlandtournee zu begleiten. Er erhielt einen Plattenvertrag bei Teldec, veröffentlichte neue Titel, die er zusammen mit seinen alten Klassikern inmitten des damaligen Rock-’n’-Roll-Revivals auch bei zahlreichen Auftritten sang. Im Gegensatz zu älteren von Orchestern begleiteten Aufnahmen diente Herold als Begleitgruppe ab 1978 ein eigens zusammengestelltes Ensemble um die Gitarristen Helmut Franke und Peter Hesslein.
1994 zog Herold wegen einer Beziehung nach Wendeburg. Ende der 1990er Jahre – seine alten Singles waren inzwischen komplett auf CD wieder veröffentlicht worden – konnte er die alten Zeiten wieder aufleben lassen und war bei zahlreichen Fernsehsendungen und Galaveranstaltungen zu Gast, zum Beispiel im April 2007 in Folge 1116 der Fernsehserie Lindenstraße. Daneben absolvierte er Live-Konzerte und veröffentlichte mehrere CDs. Sein Auftritt in der WDR-4-Hörfunksendung Schallplattenbar wurde später auf der CD On Stage veröffentlicht. Im September 2002 erschienen anlässlich seines 45-jährigen Bühnenjubiläums sowie zu seinem 60. Geburtstag die Single Ob 16 oder 60 sowie eine Best-of-CD mit dem Titel Mein verrücktes/verrocktes Leben. Im selben Monat heiratete er in Dortmund seine langjährige Lebensgefährtin Manuela.
Seit 2005 erschienen neue CDs von Ted Herold auf A1/A2 Records. Mit der Single 1958 – wir waren dabei platzierte er sich auf Anhieb in den Hitparaden. Es folgten weitere Stücke, die ebenfalls auf dem Label A1/A2 Records erschienen. Im Januar 2008 veröffentlichte er das 26. CD-Album Jukebox, Jeans, Rock ‘n’ Roll mit zahlreichen neuen Liedern. Im Dezember 2010 wurde anlässlich des Weihnachtskonzertes in der Dortmunder Westfalenhalle das 27. Album Wahre Liebe wird nicht älter veröffentlicht.
Zu seinem 70. Geburtstag erschien im November 2012 das dritte Album auf dem Label A1/A2 Records mit dem Titel Rock ’n’ Roll geht immer. Gleichzeitig erschien nach Hauptsache, du machst dein Ding und Das Herz der Rock ’n’ Roller die dritte Auskopplung Rock ’n’ Roll Lady. Weitere Auskopplungen aus dem Album, die zwischen 2012 und 2014 erschienen, sind Marie Marro, Die süße Politesse, Man ist so alt, wie man sich fühlt, Nicht jede hat ein Herz wie du und Es regnet harte Dollars. 2015 eröffnete sein Song Bill Haley den Bear-Family-Sampler Und dann kam Bill Haley mit deutschen Bill-Haley-Cover-Versionen. 
Ab Januar 2016 war Herold bei Tinacolada Klangwelt unter Vertrag. Im Februar 2016 erschien die erste Veröffentlichung auf dem Label Tinacolada, ein Duett mit Lars Vegas mit dem Titel Das ist Rock ’n’ Roll. Im selben Jahr verabschiedete er sich von der Bühne.
Ted Herold und seine Frau Manuela, die seit 2002 verheiratet waren, kamen im November 2021 bei einem Wohnungsbrand in Dortmund-Berghofen ums Leben. Das Paar wurde auf dem evangelischen Friedhof von Dortmund-Berghofen beigesetzt.
Ted Herold wurde 79 Jahre und seine Frau Manuela 48 Jahre alt.

## Diskografie

### Alben
- Sing und Swing mit Ted (1960)
- Jetzt bin ich wieder zu Haus (1979)
- Rock ’n’ Roll for President (1981)
- Ready Teddy (1982)
- Moonlight & Rock ’n’ Roll (1987)
- Ted Herold (1990)
- Rock ’n’ Roll, ’ne Gitarre und ’ne Flasche Bier (1997)
- Das waren die wilden Jahre … (1998)
- Mein verrücktes/verrocktes Leben (2002)
- On Stage (2004)
- Jukebox, Jeans, Rock ’n’ Roll (2008)
- Wahre Liebe wird nicht älter (2010)
- Rock ’n’ Roll geht immer (2012)
- Das Beste zum 60. Bühnenjubiläum (2018)

### Singles

Single Ich brauch’ keinen Ring, 1958
Single Moonlight, 1960
Single Sunshine Baby, 1960 (Promo)
Label der Single Hey Little Girl, 1960
Label der Single Sag’ mir bitte die Wahrheit, 1964 (Promo)
Single Das sind die gefährlichen Jahre, 1966

| Jahr | Titel B-Seite                                                                       | Höchstplatzierung, Gesamtwochen, AuszeichnungChartsChartplatzierungen (Jahr, Titel, B-Seite, Platzierungen, Wochen, Auszeichnungen, Anmerkungen) | Anmerkungen                                            |
| Jahr | Titel B-Seite                                                                       | DE | Anmerkungen                                            |
| ---- | ----------------------------------------------------------------------------------- | --- | ------------------------------------------------------ |
| 1958 | Ich brauch’ keinen Ring Lover Doll (Ohne dich)                                      | — | Polydor 23 814 NH                                      |
| 1958 | So schön ist nur die allererste Liebe (Oh Judy) Wunderbar, wie Du heut’ wieder küßt | — | Polydor 23 861 NH                                      |
| 1959 | Hula Rock Dixieland Rock                                                            | DE18 (12 Wo.)DE | Polydor 23 895 NH                                      |
| 1959 | Dein kleiner Bruder Texas Baby                                                      | DE23 (4 Wo.)DE | Polydor 23 938 NH                                      |
| 1959 | Ich bin ein Mann Carolin (Darf ich nicht dein Boyfriend sein)                       | DE26 (4 Wo.)DE | Polydor 24 027 NH                                      |
| 1959 | Hey Baby Küß mich                                                                   | DE45 (4 Wo.)DE | Polydor 24 096 NH                                      |
| 1959 | Isabell Crazy Boy                                                                   | DE29 (12 Wo.)DE | Polydor 24 135 NH                                      |
| 1960 | Moonlight 1:0                                                                       | DE1 (28 Wo.)DE | Polydor 24 207 NH                                      |
| 1960 | Sunshine Baby Hast du fünf Minuten Zeit                                             | DE35 (8 Wo.)DE | Polydor 24 298 NH                                      |
| 1960 | Auch du wirst geh’n Sunshine Baby                                                   | DE37 (8 Wo.)DE | Polydor 24 373 NH                                      |
| 1960 | Hey Little Girl Hast du fünf Minuten Zeit                                           | DE42 (4 Wo.)DE | Polydor 24 410 NH                                      |
| 1960 | I Don’t Know Why Moonlight (englisch)                                               | — | Polydor 66 817 NH (GB)                                 |
| 1961 | Oh So Sweet Lonely                                                                  | DE24 (12 Wo.)DE | Polydor 24 442 NH                                      |
| 1961 | Das Lied von der Liebe Ich höre deine Stimme                                        | DE45 (4 Wo.)DE | Polydor 24 535 NH                                      |
| 1961 | Angelina Tausend Illusionen                                                         | — | Polydor 24 590 NH                                      |
| 1961 | Little Linda Sie war all sein Glück                                                 | DE25 (12 Wo.)DE | Polydor 24 643 NH                                      |
| 1961 | Kiss Me Annabell Rendezvous im Mondschein                                           | — | Polydor 24 732 NH                                      |
| 1962 | Twist Musik T-W-I-S-T                                                               | DE42 (4 Wo.)DE | Polydor 24 727 NH                                      |
| 1962 | Wir jungen Leute –                                                                  | — | Flexi-Single (Hertie) Polydor 24 833 NH; mit Lill Babs |
| 1962 | Tschau, tschau auf Wiederseh’n –                                                    | — | Flexi-Single (Hertie) Polydor 24 833 NH; mit Lill Babs |
| 1962 | Ich bin ein Wanderer Hula Moon Baby                                                 | DE44 (8 Wo.)DE | Polydor 24 795 NH                                      |
| 1962 | Sei doch mein Talisman Eine Kette aus roten Korallen                                | DE27 (17 Wo.)DE | Polydor 24 855 NH                                      |
| 1962 | Geh’ den Weg mit mir Du bist viel zu schade                                         | — | Polydor 24 907 NH                                      |
| 1962 | Madison um Mitternacht Du bist fabelhaft                                            | — | Polydor 24 952 NH                                      |
| 1963 | Zurück an Johnny Kleine Moonlight Lady                                              | DE32 (4 Wo.)DE | Polydor 24 994 NH                                      |
| 1963 | Ein Limbo für dich Ich brauch’ mein Herz nicht mehr                                 | — | Polydor 52 041                                         |
| 1963 | Da Doo Ron Ron Blue Night                                                           | DE22 (8 Wo.)DE | Polydor 52 079                                         |
| 1963 | Blue Night Da Doo Ron Ron                                                           | DE31 (8 Wo.)DE | Polydor 52 079                                         |
| 1963 | Ich hab’ ein Sweetheart Ich bin jung, du bist jung                                  | — | Polydor 52 192 (Promo)                                 |
| 1963 | Bossa Nova Baby Ich bin jung, du bist jung                                          | — | Polydor 52 220                                         |
| 1964 | Glück in Acapulco Das Haus am Missouri                                              | — | Polydor 52 294                                         |
| 1964 | Hey Lulu Sag’ mir niemals Goodbye                                                   | — | Polydor 52 362                                         |
| 1964 | Sag’ mir bitte die Wahrheit Du kannst ja geh’n                                      | — | Polydor 52 412                                         |
| 1964 | Goodbye Susann Ich vertraue dem Traum                                               | — | Polydor 52 490 (Promo)                                 |
| 1966 | Die gefährlichen Jahre Bin schon vergeben                                           | — | Polydor 52 648                                         |
| 1966 | Mach mir nicht den Abschied so schwer Der schöne Johnny                             | — | Polydor 52 718                                         |
| 1966 | Am anderen Tag (Alle Menschen sind Freunde) Down in the Boondocks                   | — | Polydor 52 764                                         |
| 1969 | Pretty Bellinda Braune Augen, schwarze Haare                                        | — | Metronome M 25 146                                     |
| 1969 | Grüne Augen – Froschnatur Sommertraum                                               | — | Metronome M 25 181                                     |
| 1978 | Abendwind Jetzt bin ich wieder zu Haus                                              | — | Teldec 6.12 305                                        |
| 1979 | Mann, dann geht es los Baby Face                                                    | — | Teldec 6.12 428                                        |
| 1980 | Rockabilly-Willy Geh’ deinen Weg                                                    | DE50 (5 Wo.)DE | Teldec 6.12 685                                        |
| 1980 | Rock ’n’ Roll For President Frag nicht nach Judy                                    | DE46 (6 Wo.)DE | Teldec 6.12 822                                        |
| 1980 | Ahua Ein andrer                                                                     | DE74 (1 Wo.)DE | Teldec 6.12 841                                        |
| 1981 | Bill Haley Rockabilly Boogie Guitar Man                                             | DE34 (16 Wo.)DE | Teldec 6.13 039                                        |
| 1981 | Die besten sterben jung Der Spieler                                                 | DE25 (14 Wo.)DE | Teldec 6.13 130                                        |
| 1982 | Gib dein Ziel niemals auf Der Kaiser von China                                      | DE25 (8 Wo.)DE | Teldec 6.13 270                                        |
| 1982 | Girls & Rock ’n’ Roll Gewinner und Verlierer                                        | — | Teldec 6.13 426                                        |
| 1982 | Ready Teddy Jetzt oder nie                                                          | — | Teldec 6.13 547                                        |
| 1983 | Gemeinsam sind wir stärker Wer nicht wagt                                           | — | Teldec 6.13 767                                        |
| 1983 | Rock ’n’ Roll Is King Hart auf hart                                                 | — | Teldec 6.13 904                                        |
| 1984 | Computer Rock ’n’ Roll Rock-A-Billy Boogie                                          | — | Teldec 6.14 098                                        |
| 1984 | Lady, Lady, Lady Kannst du mir sagen                                                | — | Teldec 6.14 229                                        |
| 1985 | Eventuell Rock ’n’ Roll Rendezvous                                                  | — | Teldec 6.14 352                                        |
| 1987 | The Devil Is Knocking (mit The Phantoms) Sunset City Girl (mit The Phantoms)        | — | Teldec 6.14 779                                        |
| 1988 | Tribute To Buddy Holly I Was A Fool                                                 | — | AZ Records HM 5064                                     |
| 1988 | Der Mond über Hamburg Come On Little Baby                                           | — | Elite Special F 4154                                   |
| 1991 | Vergeben, vergessen, vorbei Vergeben, vergessen, vorbei (Instrumental)              | — | east-west 9031-75194                                   |
| 1992 | Zeit für Tränen Zeit für Tränen (Instrumental)                                      | — | east-west 9031-55511                                   |

### Maxi-CDs
- Ich fahr’ keinen Jaguar (2001)
- Ob 16 oder 60 (2002)
- Ich halt’ ‘nen Platz im Himmel frei (2003)
- Rock ‘n’ Roll & Petticoat (2004)
- 1958 – wir waren dabei (2005)
- Klassentreffen / Frag nicht die Sterne (2006)
- Die Nacht war schön im Moonlight / Unerfüllte Liebe (2007)
- Halteverbot (Hey, Frollein) / Karaoke-Version (2007)
- Zwei Tage vor dem Ersten / Karaoke-Version (2007)
- Josephine B. / Karaoke Version (2007)
- Das letzte Hemd / Die Nacht war schön im Moonlight / Instrumental-Version (2008)
- Das machst du nicht noch mal mit mir / Instrumental-Version (2008)
- Christmas Party im Büro / Kinder im Advent (2008)
- Jukebox, Jeans, Rock ’n’ Roll – Die Single / Jukebox, Jeans, Rock ’n’ Roll Instrumental (2008)
- Es könnte besser geh’n / Karaoke-Version (2009)
- Rock ’n’ Roll meets Country im Duett mit Susan Kent / Karaoke-Version (2009)
- Manchmal hat der Tag zu wenig Stunden / Karaoke-Version (2009)
- Mann, Mann, Mann / Karaoke-Version (2010)
- Dieser Weg muss kein schwerer sein mit: Hartmut Schulze Gerlach, Frank Zander, Wolfgang Lippert (2010)
- Dr. Rock ’n’ Roll / Karaoke-Version (2010)
- Ich hab noch keinen Baum / Karaoke-Version (2010)
- Mrs. Flintstone / Karaoke-Version (2010)
- Keine Zeit für Trödelei im Duett mit Susan Kent / Karaoke-Version (2011)
- Al Capone / Karaoke-Version (2011)
- Schöne Frau’n sind jeden Euro wert im Duett mit Susan Kent / Karaoke-Version (2011)
- Hauptsache, du machst dein Ding / Karaoke-Version (2012)
- Das Herz der Rock’n Roller / Karaoke-Version (2012)
- Rock ’n’ Roll Lady / Karaoke-Version (2012)
- Marie Maroo / Karaoke-Version (2013)
- Die süße Politesse / Karaoke-Version (2013)
- Man ist so alt wie man sich fühlt / Karaoke-Version (2013)
- Nicht jede hat ein Herz wie du / Karaoke-Version (2014)
- Es regnet harte Dollars / Karaoke-Version (2014)
- Scheich in Abu Dhabi / Karaoke-Version (2015)
- Das ist Rock ’n’ Roll im Duett mit Lars Vegas / LV Sandy / TH Komplikationen (2016)

### Videoalben
- Unterwegs (2007)

## Filmografie (Auswahl)
- 1958: Der Pauker
- 1959: La Paloma
- 1959: Immer die Mädchen
- 1959: Mein Schatz, komm mit ans blaue Meer
- 1960: Kein Mann zum Heiraten
- 1960: Schlagerparade 1960
- 1961: Schön ist die Liebe am Königssee
- 1961: Schlagerparade 1961
- 1961: Drei weiße Birken
- 1962: Der verkaufte Großvater
- 1962: Drei Liebesbriefe aus Tirol
- 1962: Wenn die Musik spielt am Wörthersee
- 1962: Schlager-Revue 1962
- 1963: Sing, aber spiel nicht mit mir
- 1988: Ein Richter für Berlin
- 2007: Lindenstraße (TV-Serie, eine Folge)

## Auszeichnungen
- Goldene Stimmgabel 1982 und 1988
- Bear Family Records würdigte Ted Herold zu seinem 65. Geburtstag im September 2007 mit der DVD „Unterwegs“.
- TELAMO würdigte Ted Herold zu seinem 60. Bühnenjubiläum im Juni 2018 mit einer Doppel-CD Das beste zum 60. Bühnenjubiläum